# Liolaemus disjunctus
Liolaemus disjunctus este o specie de șopârle din genul Liolaemus, familia Tropiduridae, descrisă de Laurent 1990. Conform Catalogue of Life specia Liolaemus disjunctus nu are subspecii cunoscute.